# Thelymitra arenaria
Thelymitra arenaria är en orkidéart som beskrevs av John Lindley. Thelymitra arenaria ingår i släktet Thelymitra och familjen orkidéer. Inga underarter finns listade i Catalogue of Life.